# ولسوالی دره
ولسوالی دره یکی از ولسوالی‌های ولایت پنجشیر، به مرکزیت کرامان در شمال شرقی افغانستان است. این ولسوالی از ولسوالی‌های درجه دوم ولایت پنجشیر بوده، پهناوری آن ۷۱۴ کیلومتر مربع است و با ۶۱٬۹۴۷ نفر جمعیت در سال ۱۳۹۹ (خورشیدی)، پرجمعیت‌ترین ولسوالی ولایت پنجشیر می‌باشد

## جغرافیا
این ولسوالی از شمال با ولسوالی حصه اول، از جنوب غرب با ولایت کاپیسا، از شرق با ولسوالی آبشار، از جنوب شرق با ولایت لغمان و از غرب با ولسوالی‌های بازارک و روخه، محدود می‌باشد. این ولسوالی از انحلال و تقسیم ولسوالی حصه دوم پنجشیر به وجود آمده است.

## روستاها
تمبنه، مَلیمه، پوجاوه، دره آسیا، قلعه ترخه، قلعه، نویجه، قلعه نو، پاوی، پخ، اسکیناز، کرامان، سر پر، پسگران، کرامان، میرباش، پرچول، پامیر، دره عبدلله‌خیل، تنخو، کره تاز، سر سپیدار، کنسار، ده پیتاب، منجستو، ارغچ، پشه کتی و خواجه.